# Jorge Bronfman
Jorge Bronfman Horovitz (Santiago, 15 de septiembre de 1924 - Santiago, 25 de agosto de 2004) fue un ingeniero, académico, empresario y dirigente gremial chileno, presidente de la Cámara Chilena de la Construcción (CChC) entre 1985 y 1987.

## Biografía
Hijo de padre ruso y madre argentina, cursó sus estudios secundarios en el Liceo de Aplicación de la capital chilena entre 1936 y 1941. Más tarde, entre 1942 y 1947, se formaría como ingeniero civil con mención en estructuras en la Universidad de Chile. En esta misma casa de estudios trabajó como ayudante y académico hasta 1966, dictando cátedras relacionadas con la física.
En paralelo trabajó como ejecutivo de Sociedad Industrial Pizarreño, donde alcanzó, a comienzos de los años '60 el cargo de subgerente general.
En 1961 decidió ser empresario, para lo cual se asoció con su hermano, Mario Bronfman, para formar la Empresa Constructora de Viviendas Bronfman Hnos. Ltda.
De su participación en CChC destaca, además de su presidencia nacional, sus presidencias del Comité de la Vivienda del Sector Privado, del Comité de Contratistas de Vivienda del Sector Público, de la Comisión Permanente de la Vivienda y de la Comisión de Socios.
También fue director de Cemento Cerro Blanco de Polpaico, presidente de la Sociedad de Inversiones y Servicios la Construcción, director de AFP Habitat, vicepresidente de Habitat Internacional, director y presidente del directorio de Seguravita, y director y vicepresidente de la Compañía de Seguros de Vida La Construcción.
Casado con Marylin Eugenia Crenovich desde 1948, tuvo tres hijas, entre las que se cuenta la abogada y subsecretaria de Energía del presidente Sebastián Piñera, Jimena.